# Víctor Ramos (artista)
Victor Manuel Ramos (Madrid, 1963) es un pintor y ceramista español residente en París.

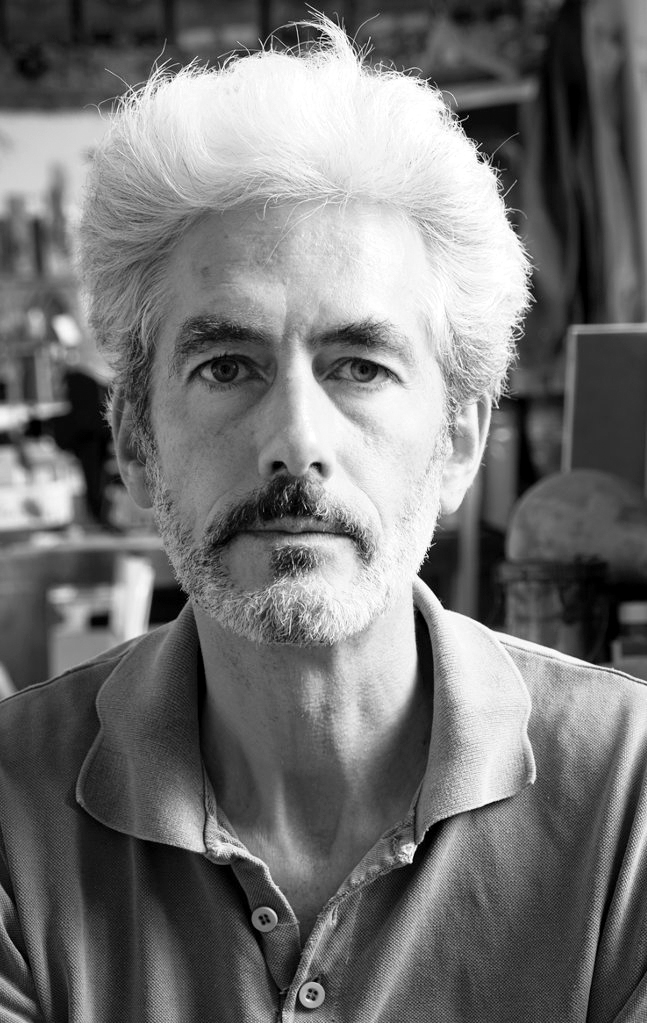
Víctor Ramos, 2015.

## Biografía
Víctor Ramos fue, entre 1983 y 2005, discípulo del pintor José Vento Ruiz (Valencia, 1925 – Madrid, 2005). En 1975, conoce a Juan Ramírez de Lucas, que le encarga en 1978 la realización de la portada de la revista Arquitectura (Arquitectura popular en España) y le invita a participar en la exposición Arte popular navideño en el Palacio de Cristal del Retiro. Ramos estudia en la Real Academia de Bellas Artes de San Fernando de Madrid entre 1983 y 1987. Al finalizar sus estudios obtiene la beca de la Fundación Guggenheim de Venecia, donde reside durante 5 meses. Vive en París desde 1996. 
Ramos ha tenido lazos de amistad con diferentes personalidades del mundo de la cultura, como el pintor Óscar García Benedí (Valdepeñas, 1952 – Madrid, 1990), la diseñadora de moda Sybilla Sorondo (Nueva York, 1963), el arquitecto Bruno Caron o el diseñador Bill Willis (Tennessee, 1937 – Marrakech, 2009), que organizó una exposición de sus obras en el Hotel Tichka de Marrakech. Un encuentro determinante en su trayectoria fue, en 1977, con la bailarina y coreógrafa Blanca Gutiérrez, de nombre artístico Blanca Li (Granada, 1964). Gracias a ella, Ramos realizó su primera exposición importante en París en 1996, en la galería Le monde de l'art - Rive droite. Entre los coleccionistas de su obra figuran la actriz Catherine Deneuve y el cineasta André Téchiné.
Desde 2007, Víctor Ramos vive y trabaja en la subestación SNCF de Asnières-sur-Seine y organiza con frecuencia visitas a su taller. Ramos participa también en las jornadas de puertas abiertas del Lycée professionnel de Prony, donde expone prototipos de esculturas y objetos de diseño.

## Exposiciones individuales
- 1978: Palacio de Cristal, Madrid. Comisario: Juan Ramírez de Lucas.
- 1989: Hotel Tichka, Marrakech, Marruecos.
- 1996 febrero y abril: Galerie Le Monde de l’Art-Rive droite y Espace Arc en Ciel, París.
- 2000 junio: John & Greg Gallery, Santa Mónica, Estados Unidos.
- 2004 julio: Bay Lodge, Tánger, Marruecos.
- 2005 mayo: Studio Caron, París.
- 2008 diciembre: Librería Marc Meynardie, París.
- 2010 septiembre: Space Franken-Barcelo, París.
- 2012 junio: Espace Herry, Square Moncey, París.
- 2013 marzo: Studio Calentito, París.
- 2014 diciembre: Espace Dall’Ava, París.

## Publicaciones y otros trabajos
- Para Sybilla Sorondo (prêt à porter, Madrid):

- Catálogo de la exposicicicion «Le monde selon ses créateurs», Palais Galliera, París 1991
- Recordatorio de Navidad 1991
- Ilustración para «Interview» (USA) diciembre de 1991
- Revistas:

- «El Club del vino y la mesa»
- «Marie-Claire- España»
- «Paisajes desde el tren»
- «MUAC version original»
- Libros:

-Portadas de libros e ilustraciones para las Ediciones del Oriente y del Mediterráneo, Madrid 1190-95
- Portadas de discos:

-Xoxonees (LP et maxi-single) CBS 1990
-Paco Clavel y Sara Gossa «Duplex» RTVE 1991
-Bob Telson «Calling you» (Warner records, 1994)
- Datos: Q20743573